# Najac
Najac település Franciaországban, Aveyron megyében. Lakosainak száma 736 fő (2022. január 1.). Najac La Fouillade, Monteils, Saint-André-de-Najac, Castanet, Ginals, Laguépie, Varen és Verfeil községekkel határos.

## Népesség
A település népességének változása:
| Lakosok száma | 1029 | 818  | 766  | 751  | 720  | 702  | 698  | 699  | 701  | 736  |
|               | 1968 | 1982 | 1990 | 2006 | 2013 | 2015 | 2017 | 2019 | 2020 | 2022 |